# Luitje Broekema
Luitje Broekema (1850 – 10 giugno 1936) è stato un agronomo olandese.

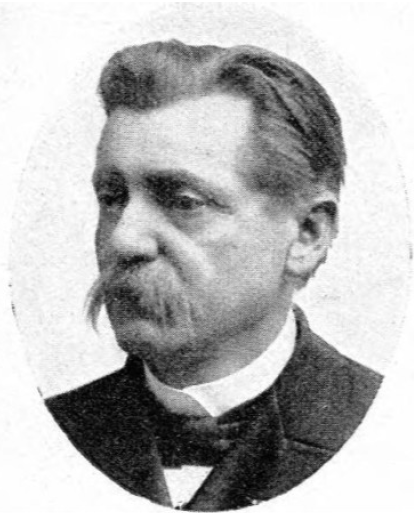
Luitje Broekema ritratto

Il Prof. Dr. Luitje Broekema è stato direttore della Scuola nazionale di agricoltura e professore a Wageningen; è stato il creatore di varietà di grano famose: il Duivendaalen de Spiijk o Spiijk (1899), il grano Wilhelmina Tarwe (1901) e il grano Juliana (1921).

## Biografia
Era figlio di un contadino di Groningen.
Dopo aver superato l'esame di candidato in fisica presso l'Università di Leida, si formò in scienze agrarie ad Halle e ottenne nel 1876 il certificato di scienze agrarie MO. Si era sposato con Christina Broekema-Bakker.
All'epoca l'argomento della scienza agraria copriva tutte le materie della scienza agraria. 
Si presumeva che l'insegnante fosse esperto in varie materie come l'agricoltura, l'allevamento del bestiame e la preparazione dei latticini. 
Finché vi fu carenza di insegnanti qualificati, gli incarichi didattici distribuiti tra gli insegnanti di scienze agrarie consistevano in materie diverse; poiché gli incarichi di insegnamento venivano cambiati più volte, gli insegnanti difficilmente avevano la possibilità di specializzarsi in una determinata direzione.
Broekema insegnò per molti anni botanica (fino al 1885), allevamento di animali e preparazione casearee.
È considerato come uno dei pionieri nel campo dell'educazione e della ricerca agricola ed anche della selezione varietale. Il 1 novembre 1885 succedette a Jongkindt Coninck venendo nominato direttore della HLBS a Wageningen, la Scuola Forestale Superiore, con il titolo di direttore capo della Scuola Agraria Nazionale. Venne quindi nominato primo direttore dell'Rijkslandbouwschool (RHLTBS); dalla quale si dimise come direttore l'18 settembre 1916.
Egli non ha pubblicato molto, per cui non si trovano pubblicazioni a sua firma.

## Scienziato
Luitje Broekema incrociò i progenitori che erano il grano olandese Spijk (Arpione) e il grano inglese Squarehead (testa quadrata).
Lo Spijh a sua volta era il risultato dell'incrocio tra lo Squarehead e il Zealand white olandese.
Nel 1901 il nome originale datogli da Broekema: Crossed Spike Ic fu trasformato in Wilhermina tarwe in onore della vista della regina Guglielmina a Wageningen.